# Paederinae
Paederinae — підродина твердокрилих родини жуків-хижаків (Staphylinidae).
Деякі види роду Paederina є небезпечними для людини: виділення їхніх залоз може викликати хімічний опік шкіри. Активна речовина називається педерин і має високу токсичність, більшу, ніж отрута кобри.

## Спосіб життя
Зазвичай зустрічається в сирих місцях, під колодами, в печерах, мурашниках, в посліді, на листі.

## Систематика
Виділяють тридцять шість родів і 436 видів, переважно у Північній Америці.